# Нісіяма Рей
Нісіяма Рей  (яп. 西山麗, 8 березня 1984) — японська софтболістка, олімпійська чемпіонка.

## Виступи на Олімпіадах
| Олімпіада  | Дисципліна | Місце |
| ---------- | ---------- | ----- |
| Пекін 2008 | софтбол    | 1     |